# Gladys Parentelli
Gladys Ethel Parentelli Manzino (Carmelo, Colonia, Uruguai, 21 de març de 1935) és una fotògrafa i teòloga feminista uruguaiana que resideix a Veneçuela des de 1969. Representant de l'ecofeminisme llatinoamericà, va ser una de les tres dones llatinoamericanes nomenades pel papa Pau VI com a observadores al Concili del Vaticà II.

## Primers anys
Gladys Parentelli va néixer a la casa de la seva àvia a Carmelo. El seu pare era un afeccionat a la fotografia que sabia de mecànica d'automòbils i de torns i els seus primers contactes amb l'església van ser amb la seva mare, María Manzino. El 1969 se n'anà a viure a Veneçuela, en una missió religiosa enviada pel Moviment Internacional de Joventuts Agràries Catòliques, MIJARC.

## Formació i compromís
Parentelli va estudiar educació, ciències de la informació, dinàmica de grups, teologia feminista i fotografia. Com a fotògrafa es dedica al retrat. Els seus estudis l'han inclinat cap a l'ecofeminisme.
Ha treballat com a documentalista en diverses institucions nacionals i internacionals. És coordinadora de Documentació i Publicacions de la Red Universitaria Venezolana de Estudios de las Mujeres (REUVEM). És fundadora i presidenta del Movimiento de la Juventud Agraria Católica Femenina. És membre de diverses associacions de teòlogues i pastores a l'Amèrica Llatina. És la fundadora de la Red Latinoamericana de Teología y Espiritualidad Ecofeminista a Veneçuela. És membre dels grups veneçolans Manuelita Sáenz, La Mala Vida, Gaia, de la Coordinadora d'ONG de Dones. És la directora del Foro Permanente por la Equidad de Género y CISFEM. És la responsable a Veneçuela del grup Católicas por el Derecho a Decidir, organització que instrueix i orienta les dones més humils en la planificació familiar. Exerceix la docència en aquest camp i ha escrit diversos assajos i articles en revistes especialitzades i en mitjans periodístics.
Ha participat en les diverses trobades feministes llatinoamericanes i del Carib, a Sao Paulo, Taxco i San Bernardo, a l'Argentina (1990); Río de Janeiro, (1993) i Bogotá (1999); també a Santiago de Xile (2002 i 2005).

## Ecofeminisme
Gladys Parentelli és una representant de l'ecofeminisme llatinoamericà. La idea central de l'ecofeminisme és la convicció que l'opressió de la dona i la destrucció del planeta deriven del mateix sistema patriarcal.
Quan el feminisme va començar a reivindicar les hipotètiques cultures matriarcals i la saviesa femenina en la seva relació amb la terra i els recursos naturals, va aparèixer l'ecofeminisme, que sosté que la dominació de la naturalesa i de la dona han estat paral·leles. La idea de la dominació de la naturalesa per l'home seria simètrica a la dominació de la dona i a l'allunyament de la mare naturalesa.
Les seves característiques principals són l'adopció del feminisme, les preocupacions ecològiques i la crítica al sistema religiós patriarcal que exclou les dones. Les teòlogues feministes van evolucionar cap a l'ecofeminisme prenent en consideració el factor ecològic en la relació amb Deu. Els seus temes d'estudis són les injustícies i violències que sofreixen els exclosos, o sigui, dones, nens, minories ètniques i sexuals, empobrits, etc. S'interessen per la mort de la biodiversitat i la deterioració del medi ambient del qual depèn tota la vida a la Terra. En aquesta relació Dona-Naturalesa, assenyalen que les àrees relacionades amb el manteniment de la vida han estat injustament devaluades per l'estatus inferior atorgat a la naturalesa, per exemple pel que fa a les tasques domèstiques.
A l'Amèrica Llatina l'ecofeminisme s'ha connectat amb les versions feministes de la filosofia i la teologia de l'alliberament.

### Concili del Vaticà II
Gladys Parentelli, com a representant de l'ecofeminisme llatinoamericà, va ser una de les tres llatinoamericanes nomenades pel Papa Pau VI com a observadores en el Concili del Vaticà II (1965).
En aquest moment, com a presidenta de la branca femenina del Movimiento Internacional de la Juventud Agrícola y Rural Católica (MIJARC) a l'Amèrica Llatina, va opinar:
| « | Teníem l'esperança que, del Concili, en sortís una església democràtica, oberta, horitzontal, comunitària, que seguís els ensenyaments de Crist. | » |

Com a Auditora al Concili Ecumènic del Vaticà II, donava suport a la Teologia de l'alliberament, que va sorgir coincidint amb el Concili. Entre les dones catòliques militants la teologia de l'alliberament es va transformar i va esdevenir en una teologia des de la perspectiva de la dona, una teologia feminista i, posteriorment, la Teologia Ecofeminista.

## Obra
Alguns dels llibres i articles són:
- Mujer, Iglesia, Liberación, 1990, ISBN 9789800702130.[17]
- Una relectura del Dios Patriarcal desde una perspectiva feminista cristiana, Con la mirada de la Teología Feminista y del Ecofeminismo, Diario de los Andes, 2010.[18]
- Teología ecofeminista, Venezuela, Universidad del Zulia, 1997, oclc 819773607
- Reseña de "El divino Bolívar. Ensayo sobre una religión republicana", de Elías Pino Iturrieta, Universidad Nacional Experimental Rafael María Baralt - UNERMB 2006, OCLC 181395505
- ¿Quién le compró la Tierra a Dios? Ética y cultura para una civilización sostenible, Universitat de Barcelona 1999, OCLC 723213828.[19]
- Teólogas feministas, Teólogos de la Liberación y hasta las simples mujeres marginales exigen una Iglesia verdaderamente cristiana. Universitat de Barcelona 1992, OCLC 723215468.[20]
- Las mujeres cristianas acabarán con el autoritarismo papal, Universitat de Barcelona, 1996, OCLC 723217367.[21]
- El que tenga pecado lance la primera piedra. Reflexiones acerca de la Encíclica Evangelium Vitae. Universitat de Barcelona, 1996, OCLC 723215282.[22]
- Teología Feminista y Teología Ecofeminista, Fempress 1995.[23]
- Teología ecofeminista - ecofeminismo holístico en el caso latinoamericano, Lolapress, 1997.[24]
- Luisa Muraro: ‘Lo sé porque soy’ (Lo so perché lo sono), publicado en Via Dogana, N° 94, Set. 2010, p. 4.Traducción publicada en: Mujer Pública, La Paz, Bolivia, Feb. 2011, Núm. 4, p. 115.[25]
- Ecofeminismo holístico en el caso latinoamericano, en el libro Las raíces de la memoria: América Latina, ayer y hoy.[26]
- Del Dios patriarcal a la sabiduría que sostiene, WebIslam.[27]
- Palabra de mujer: Algunas vivencias y reflexiones.[28]
- Testimonios que las pioneras nos legaron, revista Mujer Pública Núm. 5.[29]